# Estadi Olímpic de Terrassa
L'Estadi Olímpic de Terrassa és una instal·lació esportiva de la ciutat de Terrassa (Vallès Occidental) on juga els seus partits com a local el Terrassa Futbol Club. Fou inaugurat el 21 d'agost de 1960. Les instal·lacions compten amb tres estadis: l'estadi de futbol pròpiament dit, amb capacitat per 7.500 espectadors; i dos estadis annexos.

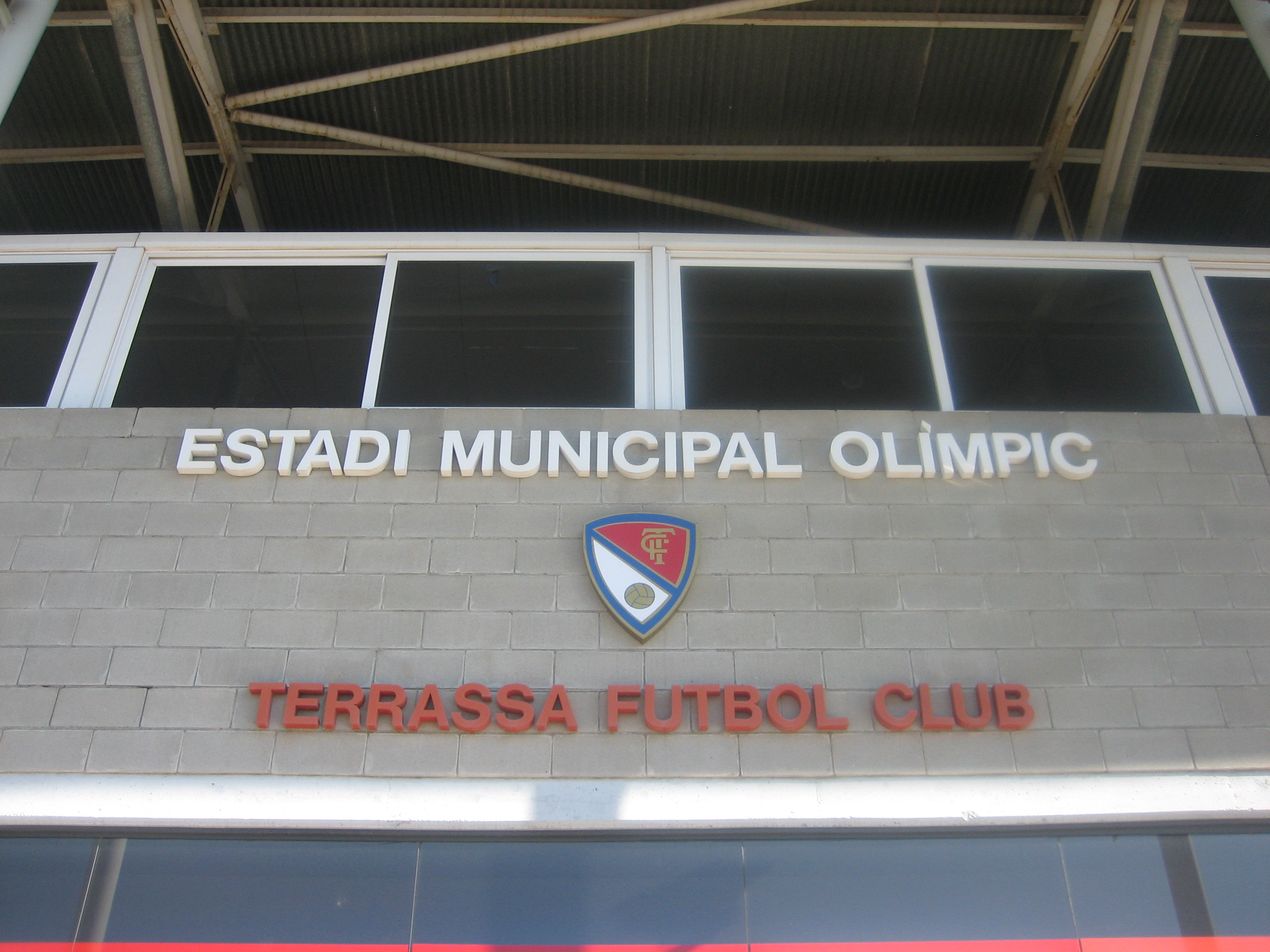
Escut del Terrassa FC a l'entrada de l'estadi

L'estadi el començaren a bastir el 1960 per iniciativa del batle franquista José Clapés Targarona, atès que l'antic camp del Bisbe Urrutia (també conegut amb el nom del carrer Pi i Margall) resultava massa petit per l'equip, que feia anys que militava a la Segona Divisió. El primer partit que s'hi jugà fou un Terrassa FC - Sevilla FC el 8 d'agost de 1960, que acabà amb victòria sevillista per 2-4, mentre que la inauguració oficial fou el 21 d'agost, en un acte solemne que inclogué un amistós entre el Terrassa i l'Espanyol.
Atès que la ciutat de Terrassa fou la seu del Torneig olímpic d'hoquei herba de 1992, l'estadi fou remodelat i adaptat, temporalment, per la pràctica d'aquest esport, igual que els estadis annexos. Una característica que resultà de la reforma fou que es troba pràcticament enterrat sota el nivell del sòl, per tal de no entrar en competència amb les edificacions veïnes i la vista de la perifèria. Després dels Jocs Olímpics l'estadi tornà a acollir els partits del Terrassa FC, mentre que els dos auxiliars es mantingueren per la pràctica de l'hoquei sobre herba. Això no obstant, l'any 2000 els dos camps auxiliars foren transformats en estadis de futbol 7 i futbol 11.
A l'estadi es troba una placa commemorativa amb el text següent: «Sota la presidència del Molt hble. Sr. Jordi Pujol, president de la Generalitat de Catalunya, l'Àrea Olímpica Municipal de Terrassa ha estat inaugurada el 15 de desembre de 1991 a 223 dies del començament dels Jocs pel president del Comitè organitzador Olímpic Barcelona 1991 Exc. Sr. Pasqual Maragall i l'alcalde de Terrassa Excm. Sr. Manuel Royes i Vila».
L'any 2022 l'estadi va ser remodelat per allotjar el Mundial femení d'hoquei herba. Degut al mal estat de la graderia del gol sud, aquesta va ser tapada amb una lona i no pot allotjar públic.